# Filippos Sachinidis
Filippos Sachinidis (Grieks: Φίλιππος Σαχινίδης) (Vancouver, 27 maart 1963) is een Grieks politicus en afgevaardigde van het kiesdistrict Larissa voor PASOK. Hij was minister van Financiën in het kabinet-Papadimos.

## Leven en werk
Sachinidis studeerde economie aan de universiteit van Athene waar hij zijn BA behaalde en aan het City College te New York waar hij zijn MA behaalde. Aan de Universiteit van Manchester studeerde hij econometrie en behaalde aldaar zijn PhD. In 2007 en 2009 is hij voor Pasok in het Griekse parlement gekozen.

## Persoonlijk leven
Sachinidis is gehuwd met Ourania Karageorgou en heeft een zoon.
- Gemeinsame Normdatei: 171300084
- International Standard Name Identifier: 0000 0000 4093 2954
- Library of Congress Control Number: n2004045811
- Virtual International Authority File: 38765883
- WorldCat: E39PBJy8tMMrKqtqKFJW6PPvpP